# Volduchy
Volduchy település Csehországban, Rokycanyi járásban. Volduchy Svojkovice, Rokycany, Těškov, Osek, Holoubkov és Litohlavy településekkel határos. Lakosainak száma 1253 fő (2024. január 1.).

## Népesség
A település lakosságának változását az alábbi diagram mutatja:
| Lakosok száma | 1394 | 1447 | 1377 | 1199 | 1094 | 1068 | 1155 | 1183 | 1253 | 1253 |
|               | 1869 | 1900 | 1921 | 1961 | 1980 | 2011 | 2016 | 2019 | 2021 | 2024 |